# نزع الكربون

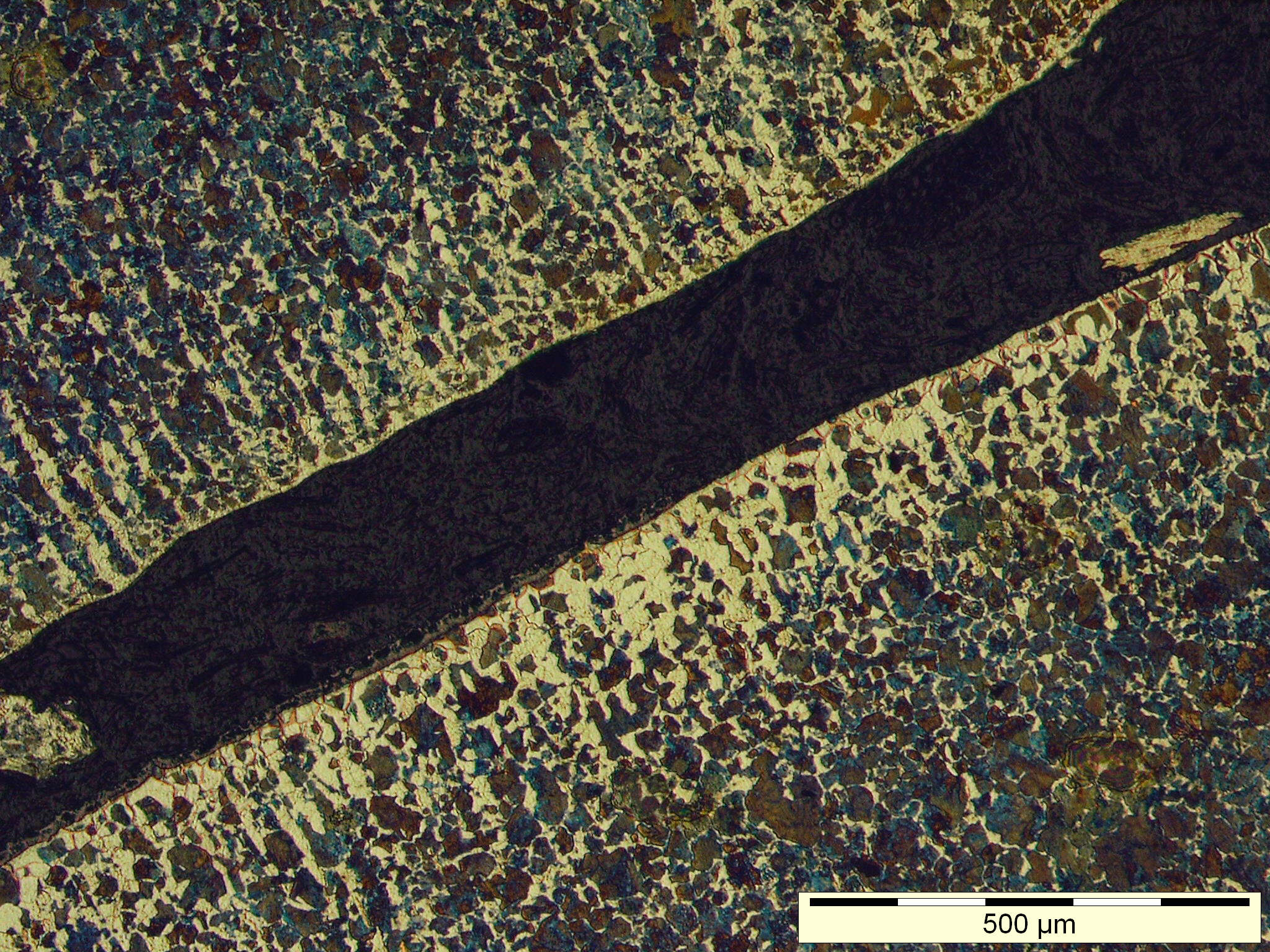
علم المعادن من إزالة الكربنة السطحية للصلب.

نزع الكربون هي العملية المعاكسة للكربنة
وهى تهدف لتقليل محتوى الكربون
يستخدم مصطلح نزع الكربون عادةً بعلم المعادن ليصف عمليه تقليل نسبه تواجد عنصرالكربون في المعادن (عادةً الصلب)
يحدث نزع الكربنة عند تسخين المعدن إلى درجة حرارة 700 درجة مئوية أو أعلى عندما يتفاعل الكربون الموجود في المعدن مع الغازات المحتوية على الأكسجين أو الهيدروجين مما يؤدي إلى تليين المعدن  وبشكل أساسي على الأسطح التي تتلامس مع غاز نزع الكربيد.
يمكن وصف آلية نزع الكربنة على أنها ثلاثة أحداث متميزة:
1-التفاعل على سطح الفولاذ 2-الانتشار البينى لذرات الكربون 3-انحلال الكربيدات داخل الفولاذ

## تفاعلات كيميائية
ردود الفعل الأكثر شيوعًا هي:
{\displaystyle {\ce {C + CO2 <=> 2CO}}}>
يسمى أيضًا توازن بودوار
{\displaystyle {\ce {C + H2O <=> CO + H2}}}
{\displaystyle {\ce {C + 2H2 <=> CH4}}}
التفاعلات الأخرى
{\displaystyle {\ce {C + 1/2O2 -> CO}}}>
{\displaystyle {\ce {C + O2 -> CO2}}}
{\displaystyle {\ce {C + FeO -> CO + Fe}}}>

## الفولاذ الكهربائي
الفولاذ الكهربائي هو أحد المواد التي تستخدم عمليه نزع الكربون  في إنتاجه لمنع الغازات الجوية من التفاعل مع المعدن نفسه
فيتم تلدين الفولاذ الكهربائي في محيط من النيتروجين والهيدروجين وبخار الماء ليمنع أكسدة الحديد

## ستانلس ستيل
يحتوي الفولاذ المقاوم للصدأ على إضافات شديدة التأكسد مثل الكروم والموليبدينوم .
لا يمكن نزع الكربون عن مثل هذا الفولاذ إلا من خلال التفاعل مع الهيدروجين الجاف الذي لا يحتوي على محتوى مائي